# Assedio di Port Royal (1710)
L'assedio di Port Royal del 1710 noto anche col nome di conquista dell'Acadia, venne condotto dall'esercito regolare britannico e dalle forze provinciali al comando di Francis Nicholson contro la guarnigione francese d'Acadia e contro la Confederazione Wabanaki sotto il comando di Daniel d'Auger de Subercase, presso la capitale acadiana, Port Royal. Il successo dell'assedio inglese segnò l'inizio del permanente controllo dei britannici sulla porzione peninsulare dell'Acadia che venne rinominata Nuova Scozia e fu il primo possedimento coloniale francese strappato ai francesi dagli inglesi. Dopo la resa dei francesi, gli inglesi occuparono il forte della capitale con una cerimonia fastosa, e rinominarono il sito Annapolis Royal.
L'assedio era il terzo tentativo inglese durante la guerra della regina Anna di conquistare la capitale acadiana. La conquista fu l'elemento chiave per i negoziati franco-inglesi nel Nord America nel 1711–1713. Venne creata una nuova colonia - la Nuova Scozia — e vennero introdotte delle questioni sulla vita degli acadiani ed il loro rapporto con i nativi mi'kmaq che continuavano ad occupare l'Acadia.
La conquista dell'Acadia fu un momento fondamentale della storia dello Stato del Canada, precursore delle conquiste britanniche di Louisbourg e Québec, e iniziò a porre lentamente fine alla presenza francese nel Nord America.

## Antefatto
Port Royal era la capitale della colonia francese dell'Acadia dai primi insediamenti francesi nell'area nel 1604. Di conseguenza essa era divenuta un punto focale nel conflitto tra coloni inglesi e francesi nel secolo successivo. La città venne distrutta nel 1613 dagli inglesi guidati da Samuel Argall, ma venne poi ricostruita. Nel 1690 venne catturata dalle forze della Provincia della Massachusetts Bay, anche se venne restaurata alla Francia col Trattato di Ryswick.

### Le prime spedizioni
Con lo scoppio della guerra di successione spagnola nel 1702, i coloni di ambo le parti si prepararono al conflitto inevitabile. Il governatore dell'Acadia, Jacques-François de Monbeton de Brouillan, aveva, in anticipazione alla guerra, iniziato già la costruzione di un forte di pietra e terra nel 1701, che era ormai stato largamente completato nel 1704. Dopo il raid di Deerfield da parte dei francesi sulla frontiera col Massachusetts nel febbraio del 1704, gli inglesi a Boston organizzarono un raid contro l'Acadia per il maggio successivo. Guidati da Benjamin Church, razziarono Grand Pré e altre comunità acadiane. I resoconti inglesi e francesi differiscono parecchio su questi racconti e sulla spedizione di Church e del suo primo attacco a Port Royal. Il resoconto di Church riporta che ancorò nel porto e considerò se svolgere o meno un attacco, ma all'ultimo si decise a rimandare l'attacco; i francesi invece affermano che vi fu un attacco minore.
Quando Daniel d'Auger de Subercase divenne governatore dell'Acadia nel 1706, passò all'offensiva, incoraggiando i raids indiani contro gli obbiettivi inglesi nel New England. Incoraggiò anche la pirateria da Port Royal contro le navi coloniali inglesi. I pirati ebbero un notevole effetto; la flotta di pescherecci inglesi dei Grand Banks venne ridotta dell'80% tra il 1702 ed il 1707, e molte comunità costiere inglesi vennero razziate.
I mercanti inglesi a Boston avevano per molto tempo commerciato con Port Royal, ed alcune di queste attività proseguirono illegalmente anche dopo lo scoppio della guerra. Ad ogni modo, gli affari soffrirono del peso della guerra e molti mercanti iniziarono a richiedere una soluzione, scatenando un'ondata di malessere pubblico per il fallimento delle difese del Massachusetts per fermare i raids francesi ed indiani. Il governatore della provincia di Massachusetts Bay, Joseph Dudley aveva ripetutamente richiesto a Londra un supporto militare senza successo, ed alla fine si decise ad agire indipendentemente per non ricadere nell'accusa di complicità coi commercianti illegali. Nella primavera del 1707, egli autorizzò infatti una spedizione contro Port Royal. Questa spedizione portò a due tentativi separati di prendere Port Royal; per una serie di ragioni, entrambi i tentativi fallirono.

### Organizzazione della spedizione inglese

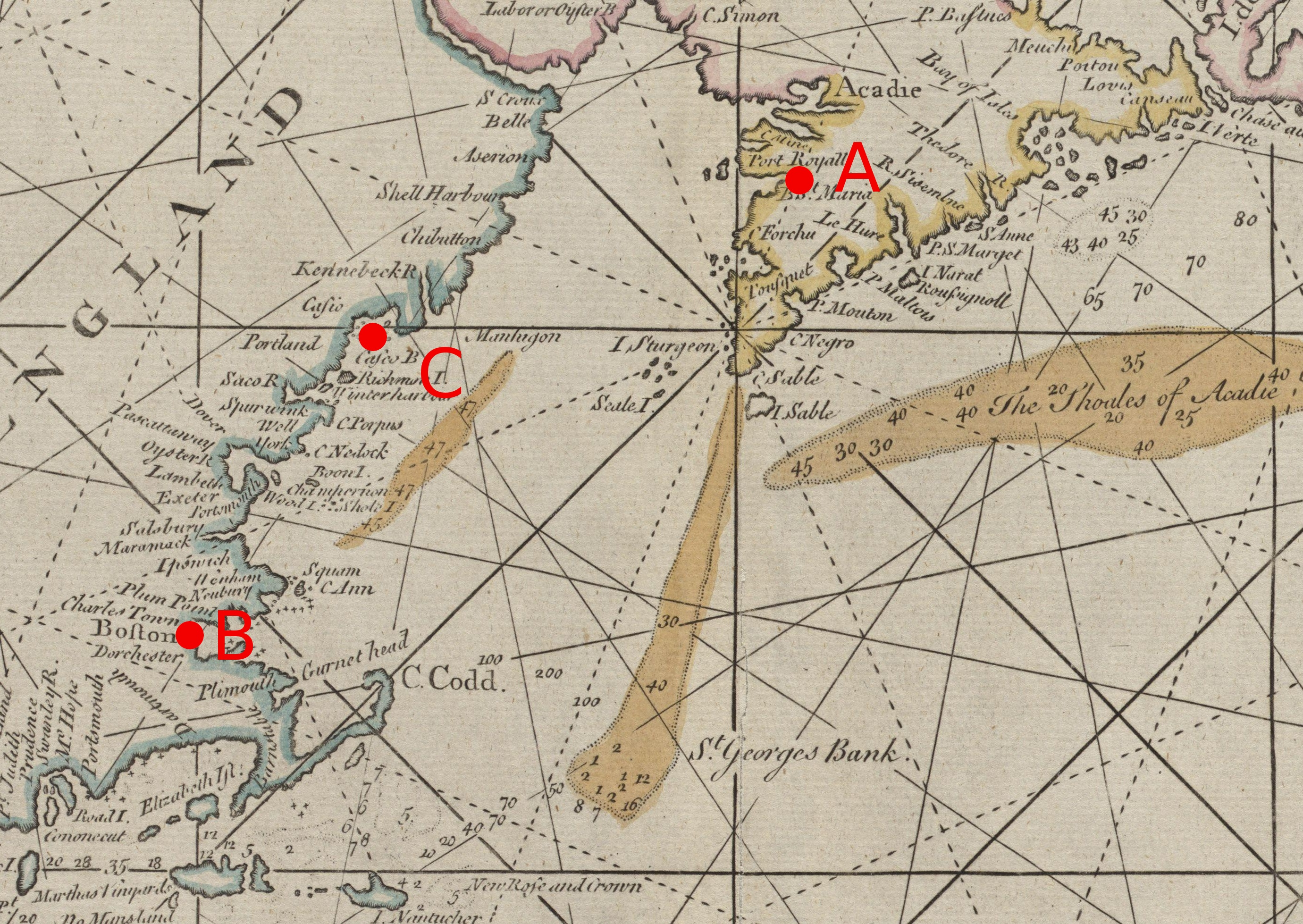
Mappa del 1713 che mostra la parte orientale del New England ed il sud della Nuova Scozia/Acadia. Port Royal è indicata alla lettera A, Boston alla B e Casco Bay alla C.

Negli anni successivi, la Francia fallì nell'inviare supporti adeguati alle proprie colonie, mentre invece gli inglesi mobilitarono delle forze maggiori e meglio organizzate per il conflitto in Nord America. Samuel Vetch, un uomo d'affari scozzese con collegamenti nelle colonie, si recò a Londra nel 1708 e fece pressione sulla regina Anna per ottenere un supporto militare per conquistare l'intera Nuova Francia. La regina autorizzò una "grande impresa" per condurre la conquista dell'Acadia e del Canada nel 1709 che però si concluse ben presto quando questo supporto non riuscì a concretizzarsi. Vetch e Francis Nicholson, un inglese che era stato in precedenza governatore coloniale del Maryland e della Virginia, tornarono in Inghilterra successivamente e nuovamente si appellarono alla regina per un aiuto. Vennero accompagnati in questo da quattro capi indiani, fatto sensazionale a Londra. Nicholson e Vetch ottennero alla fine l'aiuto sperato contro Port Royal.
Nicholson tornò a Boston il 15 luglio 1710 con la nomina da parte della regina a "generale e comandante in capo di tutte le forze impiegate nel disegno di spedizione per assediare Port Royal in Nuova Scozia". Inoltre egli portò con sé 400 marinai giunti dall'Inghilterra e quattro reggimenti reclutati nelle province del New England: Massachusetts Bay diede 900 uomini, Rhode Island 180, Connecticut 300 e New Hampshire 100. Molte delle truppe provinciali erano state allenate negli assedi da Paul Mascarene, un ugonotto ufficiale dell'esercito inglese. Una banda di irochesi venne reclutata come scout per la spedizione. Quando la flotta salpò il 29 settembre, essa consisteva in 36 trasporti, due galee-bomba e cinque navi da guerra. Due navi, la HMS Falmouth e la HMS Dragon, vennero inviate in Inghilterra, mentre la HMS Feversham e la HMS Lowestoft vennero inviate a New York per unirsi alla HMS Chester. Nicholson inviò la HMS Chester a capo della flotta per bloccare il Digby Gut, che controllava l'accesso a Port Royal.

### Le difese di Port Royal

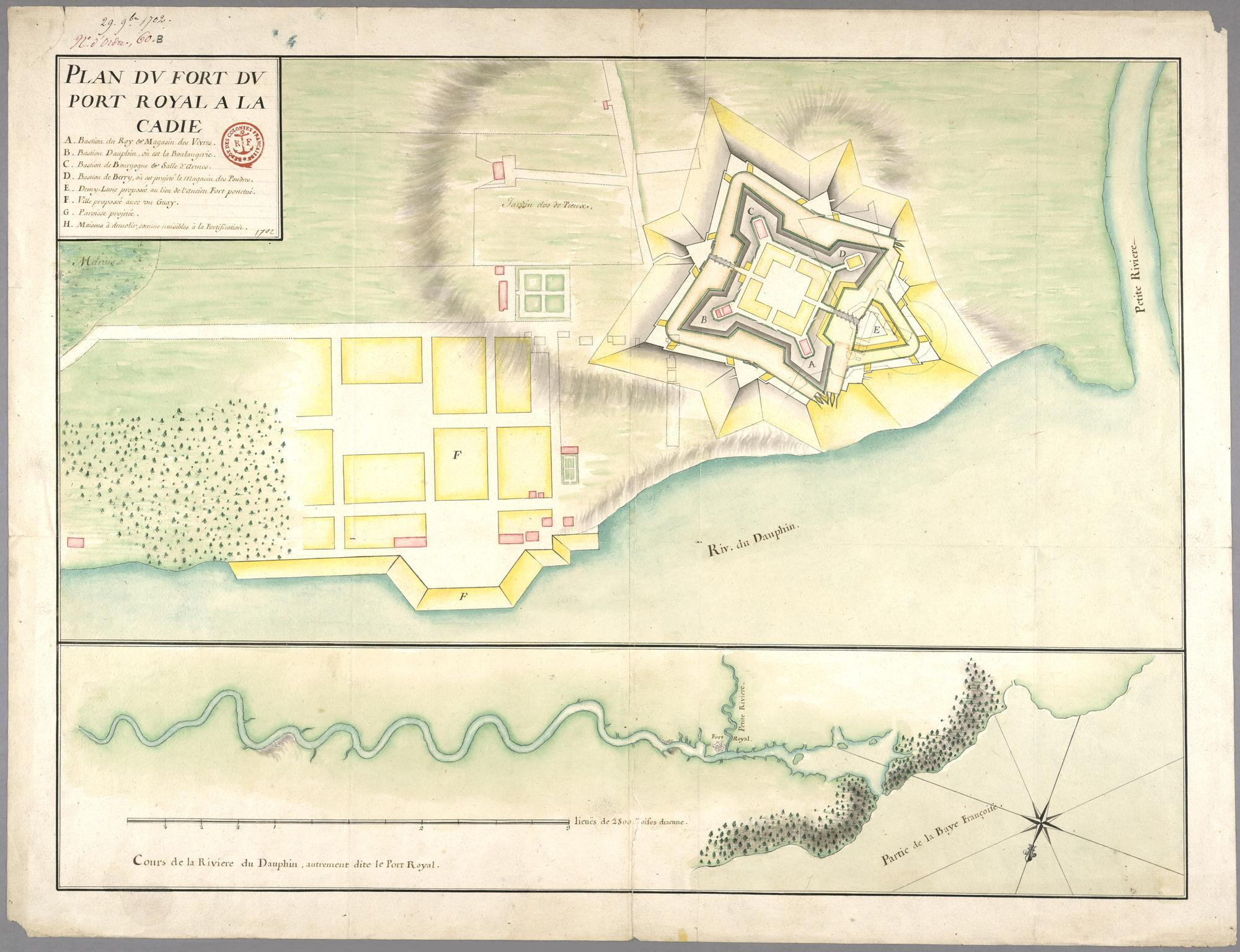
Disegno delle difese militari di Port Royal, 1702

Port Royal era difesa da circa 300 uomini, molti dei quali erano reclute mal addestrate dalla Francia. Subercase aveva iniziato a risistemare le difese locali sin dagli assedi del 1707, costruendo un magazzino e delle caserme a prova di bomba nel 1708, facendo inoltre abbattere i boschi attorno al forte che potevano dare copertura ai nemici. Completò la costruzione di un altro vascello per assistere le difese navali, ed ingaggiò dei pirati contro le navi da pesca e da trasporto inglesi. Dai prigionieri catturati dai pirati seppe che i piani di conquista di Port Royal erano proseguiti nel 1708 e nel 1709.

## L'assedio

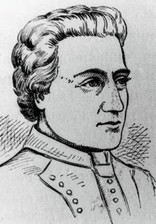
Daniel d'Auger de Subercase, governatore dell'Acadia dal 1706 al 1710

Quando la flotta salpò a nord, venne a incontrarsi con una nave messaggera inviata da Thomas Matthews, capitano del Chester. Questa portava i disertori della guarnigione francese che riportarono agli inglesi che il morale era estremamente basso tra i francesi in città. Nicholson inviò una nave con alcuni trasporti; quando queste navi giunsero alla Gut ricevettero alcuni spari dai Mi'kmaq sulla spiaggia. Le navi ricambiarono il fuoco coi loro cannoni senza comunque riportare perdite. Il 5 ottobre, il grosso della flotta inglese giunse a Goat Island, a circa 10 km da Port Royal. Quel pomeriggio, il trasporto Caesar tentò di entrare nel fiume Annapolis, ma andò ad incagliarsi sulle rocce. Il suo capitano, alcuni uomini della ciurma e 23 soldati morirono, mentre una compagnia di altri 25 soldati sbarcò.

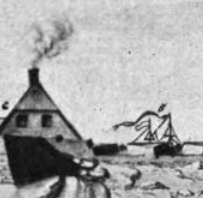
La Province Galley, comandata da Cyprian Southack

Il giorno successivo, il 6 ottobre, dei marines inglesi iniziarono a sbarcare da nord e da sud della fortezza e del villaggio. Le forze a nord si riunirono a quattro reggimenti del New England al comando del colonnello Vetch, mentre Nicholson guidò il resto delle truppe del New England come parte delle forze a sud. Gli sbarchi ebbero luogo senza incidenti, con alcuni spari dal forte e dalla nave bombardiera a lungo raggio. Anche se i resoconti successivi riportarono che la compagnia di Vetch iniziò a stilare un piano strategico per accerchiare il forte, in realtà i contemporanei riportarono che Vetch voleva avere il comando ed essere indipendente da Nicholson. I medesimi racconti riportano che Vetch non si espose mai al fuoco dei cannoni del forte se non alla fine dell'assedio; il suo tentativo di erigere una batteria di mortai in un'area paludosa presso Allain's Creek dal forte venne respinta da una cannonata. Le forze a sud ingaggiarono invece una resistenza fuori dal forte sullo stile di una guerriglia, con difensori acadiani e indiani che sparavano dalle case e dalle aree boscose oltre a sparare dal forte. Questo scontrò portò tre morti agli inglesi, ma i difensori non furono in grado di impedire agli inglesi a sud dallo stabilire un accampamento a soli 400 metri dal forte.
Nei quattro giorni successivi gli inglesi sbarcarono i loro cannoni e continuarono a costruire l'accampamento, pur persistendo il fuoco dal forte. Con il posizionamento di nuove batterie inglesi, Subercase inviò un ufficiale con una bandiera bianca il 10 ottobre. I negoziati ebbero un inizio col piede sbagliato dal momento che l'ufficiale non era stato annunciato come il protocollo prevedeva da un rullo di tamburi, fatto che deteriorò subito i rapporti tra le due parti. Da questa banalità di etichetta militare, si giunse ad un proseguimento dell'assedio.
Dal 12 ottobre, le trincee dell'assedio avanzarono ed i cannoni che si trovavano a soli 300 metri dal forte aprirono il fuoco. Nicholson inviò a Subercase la richiesta di arrendersi ed i negoziati ripresero ancora una volta. Sul finire del giorno, le parti raggiunsero un accordo sui termini della resa, siglata il giorno successivo. Alla guarnigione venne permesso di lasciare il forte con tutti gli onori di guerra, "con tutte le loro armi e bagagli, col rullo di tamburi e con le bandiere al vento." Gli inglesi garantirono da parte loro delle protezioni specifiche per proteggere i residenti locali, ai quali venne permesso di rimanere nelle loro proprietà per due anni prima di giurare fedeltà alla causa francese (e quindi abbandonare il villaggio) oppure alla corona britannica (e rimanere).

## Conseguenze

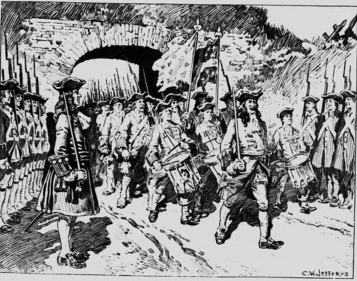
I francesi abbandonano Port Royal coi pieni onori militari dopo l'assedio del 1710, disegno di C.W. Jefferys

Gli inglesi presero possesso formale di Port Royal con una cerimonia tenutasi il 16 ottobre, nella quale rinominarono il posto Annapolis Royal in onore alla loro regina. Samuel Vetch venne installato come nuovo governatore della Nuova Scozia. Massachusetts e New Hampshire proclamarono un giorno di ringraziamento pubblico e di festeggiamenti per la nuova conquista.

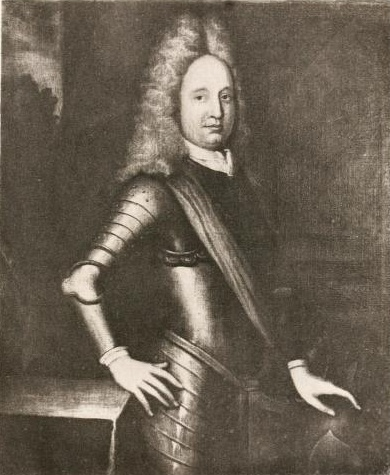
Samuel Vetch divenne il primo governatore della Nuova Scozia.

Il primo tentativo di riprendere Annapolis Royal da parte dei francesi avvenne l'anno successivo. Dopo una schermaglia nella quale i soldati inglesi vennero attaccati, Bernard-Anselme d'Abbadie de Saint-Castin guidò una forza di 200 acadiani e guerrieri nativi per assediare il forte, ma senza successo.
La presa di Port Royal segnò la fine del dominio francese nella penisola dell'Acadia, ed inaugurò uno scontro per il controllo del territorio che alla fine gli inglesi ottennero con la guerra dei sette anni. Lo status dell'Acadia era tra i più contesi nei negoziati che nel 1713 portarono al Trattato di Utrecht, al punto che minacciò di far riprendere la guerra. I negoziatori francesi non furono in grado di riaggiudicarsi l'Acadia ma furono in grado di mantenere per la Francia l'Isle Saint-Jean (attuale Isola del Principe Edoardo) e l'Île Royale, (attuale Cape Breton Island), che garantirono loro l'accesso alle importanti aree di pesca dell'Atlantico.
Il popolo dell'Acadia venne messo in una posizione difficile dalla conquista inglese. Gli inglesi in numerose occasioni richiesero un formale giuramento alla corona britannica, ma in molti si rifiutarono di effettuare questo giuramento e di prendere le armi contro i francesi, preferendo proclamare la loro neutralità. Per questa ragione, centinaia di acadiani lasciarono la penisola della Nuova Scozia nella decade successiva. Molti di loro evitarono di trasferirsi nei principali possedimenti coloniali francesi ed optarono per l'Isle Saint-Jean.
Il confine dell'Acadia non era stato demarcato chiaramente dal Trattato di Utrecht, fatto che divenne causa di nuove frizioni tra inglesi e francesi, specialmente sull'Istmo di Chignecto, che venne fortificato da ambo le parti. I francesi interpretarono la frase "antichi confini" del trattato come se questa riguardasse la sola penisola dell'attuale Nuova Scozia, escludendo quindi il grosso delle terre tra il New England ed il fiume San Lorenzo, ÎLe St. Jean e Cape Breton. Questo inoltre spinse gli amerindi abenaquiti, maleciti e MicMacs a mantenere la loro piena sovranità sui vecchi territori di caccia delle loro tribù.
Nel 1746, venne organizzata una grande spedizione organizzata dalla Francia al comando del Duca d'Anville.
Questa spedizione, composta da 20 navi da guerra, 21 fregate e 32 navi trasporti, conteneva 800 cannoni, 3000 soldati e 10 000 marines. La spedizione aveva come obbiettivo la riconquista di Louisbourg prima e di Annapolis Royal poi. Ad ogni modo, dopo tre mesi di marcia e la dispersione della flotta tra Sable Island e l'entroterra, la spedizione si rivelò un disastro per i francesi che nemmeno provarono a riconquistare la loro Port Royale.
Le dispute territoriali non vennero risolte sino alla definitiva conquista inglese della Nuova Francia nel 1760, ed il confine tra le aree venne posto sommariamente al fiume Missaguash che oggi forma il confine tra le province canadesi della Nuova Scozia e del Nuovo Brunswick.